# 639
| 639                |
| ------------------ |
| Dødsfald - Fødsler |
|                    |

| Gregoriansk kalender | 639 DCXXXIX             |
| Ab urbe condita      | 1392                    |
| Armensk kalender     | 88 ԹՎ ՁԸ                |
| Kinesiske kalender   | 3335 – 3336 戊戌 – 己亥 |
| Etiopisk kalender    | 631 – 632               |
| Jødisk kalender      | 4399 – 4400             |
| Hindukalendere       |                         |
| - Vikram Samvat      | 694 – 695               |
| - Shaka Samvat       | 561 – 562               |
| - Kali Yuga          | 3740 – 3741             |
| Iransk kalender      | 17 – 18                 |
| Islamisk kalender    | 18 – 19                 |

Se også 639 (tal)